# Hilmar Bender

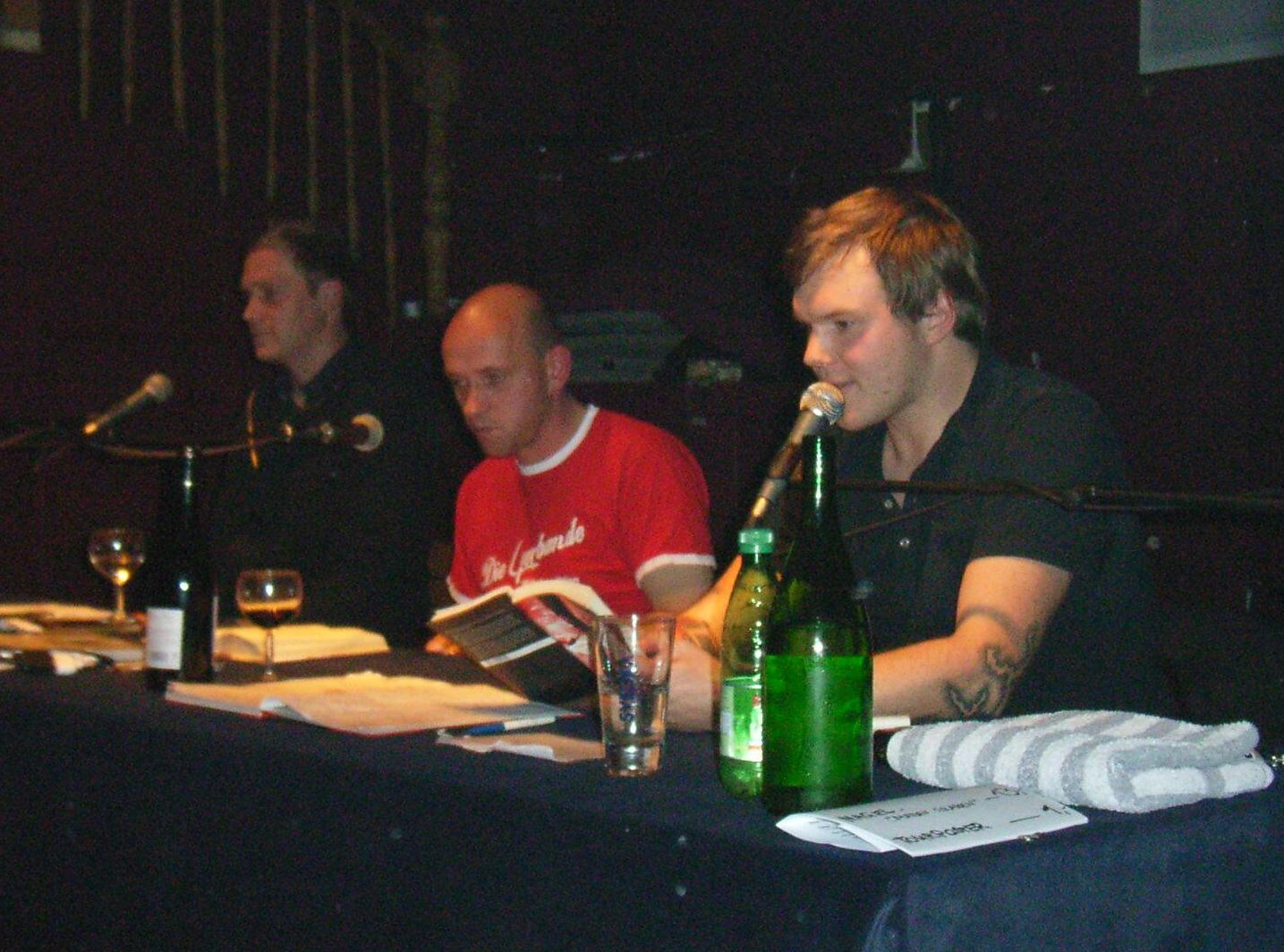
Hilmar Bender (Mitte) auf Lesereise in Berlin im Dezember 2007 zusammen mit Thees Uhlmann (Tomte) und Nagel (Muff Potter)

Hilmar Bender (* 1968 in Duisburg) ist ein deutscher Autor, Werbetexter und Fotograf.

## Leben
In Duisburg geboren wuchs Bender am Niederrhein auf. Nach dem Abitur studierte er Geografie an der Universität Köln und der Universität Hannover und schloss das Studium erfolgreich mit dem Diplom ab. Als Geograf arbeitete er jedoch nie, da er schnell als Werbetexter Fuß fassen konnte. Zu seinen Kunden gehörten u. a. Coca-Cola, E.ON, Twix oder Air Berlin. 
Erste Erfahrungen als Autor machte Bender bereits während seiner Zeit in der Hannoveraner Punk-Szene Anfang der 1990er beim Hardcore-Fanzine ZAP. 1994 lernte er dabei durch eine Rezension der ersten Demoaufnahmen die Band Tomte um Sänger Thees Uhlmann kennen. 2003 begleitete Bender die Band auf Tour, um ein Tagebuch zu schreiben, das 2006 unter dem Titel Die Schönheit der Chance: Tage mit Tomte auf Tour beim Schwarzkopf & Schwarzkopf Verlag erschien. Gemeinsam mit Uhlmann und Nagel, dem Sänger der Band Muff Potter, ging er danach auf mehrere Lesetouren.
2011 veröffentlichte Bender beim UBooks-Verlag das Buch Violent Evolution, das die Geschichte der deutschen Thrash-Metal-Band Kreator dokumentiert und ein Buch über das Werk des Schauspielers und Musikers Jared Leto.
Bender lebt und arbeitet heute in Lilienthal.

## Schriften
- Wunderwege - Parcours zu Bremer Merkwürdigkeiten aus Kunst und Wissenschaft. Band 1: Altstadt. Wirtschaftsverlag NW Verlag für neue Wissenschaft, 2006, ISBN 978-3-89757-347-5
- Die Schönheit der Chance. Tage mit Tomte auf Tour. Schwarzkopf & Schwarzkopf, 2006, ISBN 978-3-89602-697-2.
- Violent Evolution. Die Geschichte von KREATOR. Ubooks, 2011, ISBN 978-3-86608-144-4
- Jared Leto – 30 Seconds to Mars und das Leben als Schauspieler. Ubooks, 2011, ISBN 978-3-939239-19-2